# Арно Біберштайн
Арно Біберштайн (нім. Arno Bieberstein, 17 жовтня 1886 — 4 жовтня 1918) — німецький плавець  на спині, який брав участь у літніх Олімпійських іграх 1908 року.
Він виграв золоту медаль на дистанції 100 метрів на спині і більше не брав участі в інших змаганнях.

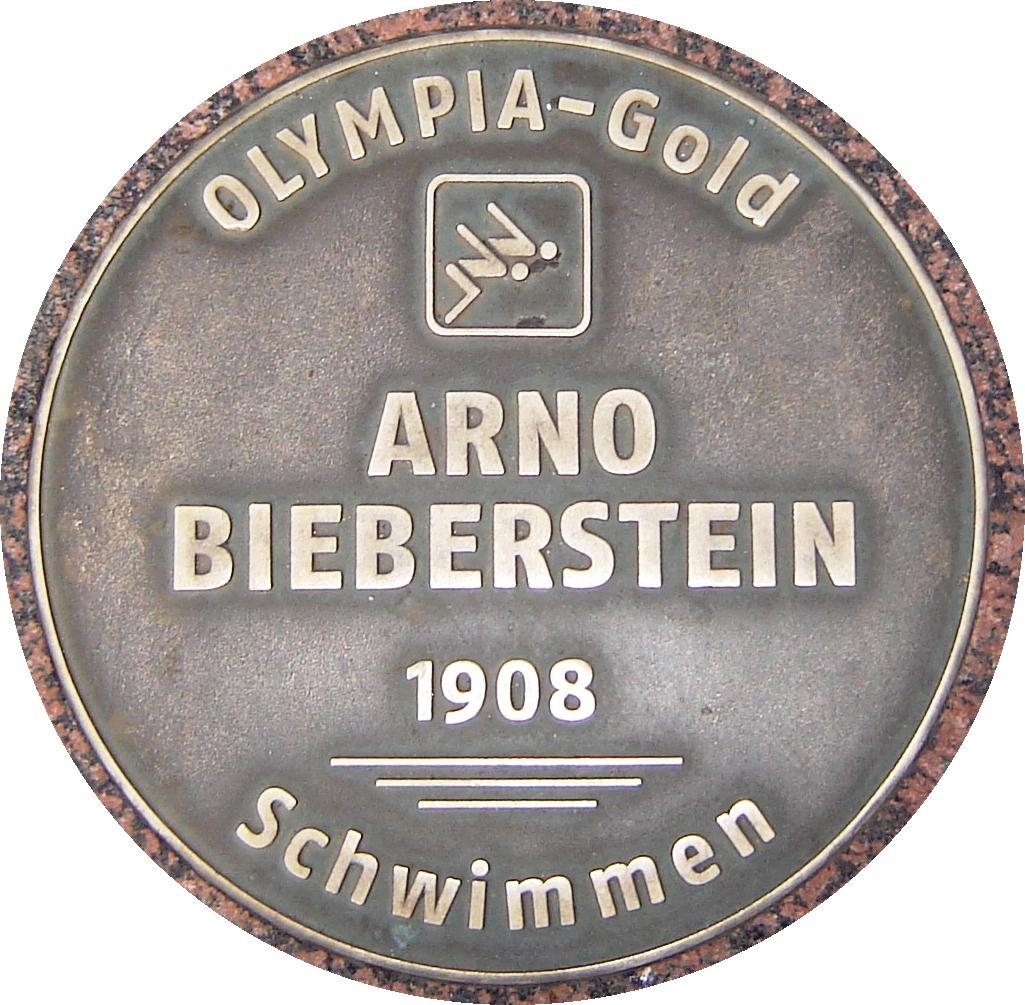
Золота олімпійська медаль Біберштейна 1908 року

У 1906 і 1907 роках він став чемпіоном Німеччини з плавання на спині у складі рідного клубу "Еллада Магдебург". 